# Hana to Ryū
Hana to Ryū (華と龍?) è un manga dōjinshi di genere yaoi creato da Kazuma Kodaka e pubblicato dal 1993 al 2010. Narra le vicissitudini di Ryuji, figlio di un boss morto della yakuza, e della sua lotta per mantenere un'esistenza pacifica con gli altri componenti della malavita con cui è costretto suo malgrado ad interagire.
La storia è ambientata nello stesso universo narrativo della serie manga Kizuna dello stesso autore e si svolge 10-15 anni prima.

## Trama
Il sindacato Kazama, comandato con pugno di ferro dal padre di Ryuji, era sempre stato un o dei più potenti e rispettati gruppi yakuza in Giappone. Ma un giorno il loro capo e leader indiscusso venne brutalmente assassinato, dopo di che i membri dell'organizzazione (privi d'una guida altrettanto autorevole che potesse sostituirlo) furono costretti a disperdersi. Ryuji, figlio maggiore dell'uomo ucciso, viene accolto dalla zia che gli offre un caldo rifugio e col tempo sembra dimenticare la tragedia che ha colpito la sua famiglia.
Anni dopo, quando Ryuji è oramai diventato un adolescente, tornando a casa un giorno trova la zia ch'è appena stata brutalmente violentata da quelle che sembra a prima vista una banda criminale di strada: il gruppo di delinquenti però non si accontenta e, dopo aver ammazzato la donna, lascia il ragazzo a terra coperto di sangue. Anche se per la polizia non risulta esser ben chiaro cosa sia effettivamente accaduto, accade che Ryuji viene arrestato accusato del crimine, processato frettolosamente e condannato.
Trascorrerà in realtà solamente quattro anni di carcere, ma questi risulteranno essere una prova davvero molto dura da affrontare per un giovane come lui. Brutalmente picchiato e costantemente violentato dagli altri galeotti e criminali comuni, la realtà quotidiana per lui diviene molto amara, fin tanto da preferir augurarsi la morte piuttosto che continuare una simile forma d'esistenza. Ma è però proprio in carcere ch'egli incontra gli ex dipendenti dell'organizzazione paterna, ed essi gli faranno un po' alla volta capire chi egli è veramente: troverà in tal maniera la forza di resistere e vincere contro i suoi aguzzini, anche se quel periodo tornerà in futuro spesso a tormentare i suoi sogni.
Dopo il suo rilascio incontrerà fortuitamente un uomo più grande di lui di nome Hitoshi, che viene in suo aiuto quando un ladruncolo cerca di derubarlo: Hitoshi non è uno sconosciuto per Ryuji, difatti anch'egli apparteneva al sindacato guidato dal padre, ne era anzi sempre stato uno dei collaboratori ed alleati più fidati. È proprio attraverso il senso di protezione che gli offre Hitoshi che Ryuji comincerà a sviluppare anche la parte più sensibile del proprio carattere, senza timore d'esser considerato per questo un debole; darà così un senso compiuto alla sua umiltà ed innocenza perduta.
I due vengono presto a formare un profondo e via via sempre più indissolubile legame, che finirà per svilupparsi poco per volta in amore. Purtroppo per loro, essendo coinvolti negli affari della yakuza e conoscendo molti dei suoi segreti, questa non darà loro una vita facile e pacifica: anche se ha già sofferto molto, nonostante la sua ancor giovanissima età, per Ruuji il futuro inevitabilmente non può che portargli qualcosa di ancora peggiore.